# Државни пут 33
Државни пут 33 је